# Црвени терор (Шпанија)
Црвени терор у Шпанији је назив који су историчари дали разним актима насиља почињеним од 1936. до краја Шпанског грађанског рата од стране делова скоро свих левичарских група. Вести о десничарској војној побуни у јулу 1936. наводно су изазвале политички одговор, а ниједан регион под контролом републиканаца није избегао систематско и антиклерикално насиље, иако је оно било минимално у Баскији. Насиље се састојало од убиства десетина хиљада људи (укључујући 6.832 римокатоличких свештеника, огромна већина у лето 1936. након војног удара), напада на шпанско племство, власнике предузећа, индустријалце, и политичари и присталице конзервативних партија, као и скрнављење и паљење манастира и цркава.
Другу шпанску републику је карактерисао процес политичке поларизације; партијске поделе постајале су све огорченије и ако би неко престао да практикује римокатолицизам сматрало се знаком партизанске лојалности. На изборном плану, Црква се поистоветила са конзервативним партијама, које су се поставиле против крајње левице.
Неуспели државни удар у јулу 1936. покренуо је насилан напад на оне које су револуционари у републиканској зони идентификовали као непријатеље; „тамо где је побуна пропала, неколико месеци касније свако ко је био идентификован као свештеник, верник или једноставно милитантни хришћанин или члан неке апостолске или побожне организације, било је довољно да особа буде погубљена без суђења“. Неке процене Црвеног терора крећу се од 38.000 до 72.344 живота. Пол Престон је навео цифру на нешто мање од 50.000.
Историчар Хулио де ла Куева је написао да „упркос чињеници да је Црква... претрпела ужасне прогоне“, догађаји су до сада наилазили не само на „срамну пристрасност црквених научника, већ и на срамотно ћутање или покушаје оправдања великог броја историчара и мемоариста“. Аналитичари као што је Хелен Грахам повезивали су Црвени и бели терор, тврдећи да је неуспели државни удар омогућио да култура бруталног насиља процвета: „његов првобитни чин насиља је убио могућност других облика мирне политичке еволуције „. Други историчари су пронашли доказе о систематском прогону и насиљу који је претходио војном устанку и пронашли су оно што називају „радикалним и антидемократским“ антиклерикализмом међу присталицама Друге шпанске републике, па чак и унутар њеног устава последњих година, Римокатоличка црква је беатификовала стотине жртава (498 на једној церемонији 2007. године, што је највећи појединачни број беатификација у њеној историји).
Важно је напоменути да је дошло до сукоба између републиканских фракција и да су комунисти, који су следили стаљинизам под Комунистичком партијом Шпаније, прогласили ПОУМ (Радничку партију марксистичког уједињења) илегалном организацијом, заједно са анархистима. Комунисти су издали и починили масовна зверства над другим републиканским фракцијама, као што су мучења и масовна погубљења. Џорџ Орвел је ово забележио у свом Омажу Каталонији, као и у делима 1984. и Животињска фарма да би критиковао комунизам.

## Позадина
Револуција 1931. којом је успостављена Друга република и шпански устав из 1931. довели су на власт антиклерикалну владу . Однос између нове, секуларне републике и Католичке цркве био је напет од самог почетка. Кардинал Педро Сегура и Саенц, примас Шпаније, позвао је католике да гласају на будућим изборима против администрације која је желела да уништи религију. Они који су настојали да воде 'обичне вернике' инсистирали су да католици имају само један политички избор, Шпанску конфедерацију аутономне деснице (ЦЕДА): „Гласање за ЦЕДА је представљено као једноставна дужност; добри католици би ишли на мису на Недеља и подржи политичку десницу“.
Устав је поштовао грађанске слободе и представљање, али је у члановима 26 и 27 поставио ограничења на коришћење црквене имовине и забранио верским редовима да се баве образовањем. Чак су и заговорници одвајања цркве од државе видели устав непријатељски; један такав адвокат, Хозе Ортега и Гасет, изјавио је, „чланак у којем Устав регулише поступке Цркве мени се чини крајње неприкладним“. Папа Пије XI је 1933. године осудио лишавање грађанске слободе од стране шпанске владе.
Пошто је левица сматрала да је реформа антиклерикалних аспеката устава потпуно неприхватљива, историчар Стенли Г. Пејн је веровао да је „Република као демократски уставни режим била осуђена на пропаст од самог почетка“, и претпостављено је да такав „непријатељски“ приступ питањима цркве и државе био је суштински узрок слома демократије и избијања грађанског рата. Један правни коментатор је јасно рекао да је „највећа грешка Устава из 1931. — последњег демократског устава Шпаније пре 1978. — био његов непријатељски став према Католичкој цркви“.
Историчарка Мери Винсент, у својој студији о Цркви у Саламанци 1930-их, верује да је републиканско законодавство, утицало на побожне животе обичних католика, „у великој мери олакшало задатак својим противницима“.
После општих избора 16. фебруара 1936. у Шпанији је расла политичка горчина. Насиље између владе и њених присталица, Народног фронта, чије се вођство очигледно кретало ка левици (напуштајући уставни републиканизам ради левичарске револуције), и опозиције се убрзало, што је кулминирало ударом десничарских генерала у јулу. Како је година одмицала, прогон националиста и републиканаца је растао, а републиканци су почели да нападају цркве, заузимају земљу за прерасподелу и нападају националистичке политичаре у процесу ескалације насиља.

### Избори 1933. и последице
До грађанског рата, стање политичког естаблишмента је неко време било брутално и насилно. На изборима за Кортес Генералес 1933. године, ЦЕДА је освојила више места, али је председник Никето Алкала-Замора одбио да позове лидера ЦЕДА да формира владу. Уместо тога, позвао је Радикалну републиканску странку и њеног лидера Алехандра Лероука да то учине. ЦЕДА је подржала владу Лероука и учинила да јој да три министарска мјеста. Непријатељство између левице и деснице је порасло након формирања владе. Шпанија је доживела генералне штрајкове и уличне сукобе. Међу штрајковима је примећена побуна рудара у северној Шпанији и нереди у Мадриду. Влада је угушила скоро све побуне, а уследила су политичка хапшења.
Лероуков савез са десницом, његово оштро гушење побуне 1934. и скандал Стра-Перло заједно су оставили њега и његову странку са мало подршке на изборима 1936. године. (Сам Лероук је изгубио своје место у парламенту.)

### Убиство свештеника и верника у Астурији 1934.
Убиство 37 свештеника, браће и штићеника сјеменишта од стране левичара у Астурији означава оно што неки виде као почетак Црвеног терора. Октобра 1934. Астуријанска револуција је била снажно антиклерикална и укључивала је насиље над свештеницима и верницима и уништавање 58 цркава, што је до тада било ретко.
Турон, једно од места антиклерикалног насиља, град рударства у провинцији Астурија, био је средиште анти-владине и антиклерикалне агитације. Браћа Де Ла Сал, која су тамо водила школу, наљутила су левичаре који су водили Турон, због њиховог испољавања вере и кршења уставне забране верске наставе. 5. октобра 1934. агенти локалне побуњеничке владе упали су у резиденцију реда под изговором да су сакрили оружје. Свештеник пасиониста, отац Инокентије, сада свети Инокентије од Марије Безгрешне, који је стигао 4. октобра увече, спремао се да служи мису за браћу. Он и браћа су одведени и задржани без суђења и по кратком поступку стрељани усред ноћи на гробљу.

### Победа и последице Народног фронта 1936.
На изборима 1936. нова коалиција социјалиста (Шпанска социјалистичка радничка партија, ПСОЕ), либерала (Републиканска левица и Партија републиканске уније), комуниста и разних регионалних националистичких група победила је на изузетно тесним изборима. Резултати су дали 34 одсто гласова народа Народном фронту и 33 одсто актуелној влади ЦЕДА. Овај резултат, у комбинацији са одбијањем социјалиста да учествују у новој влади, довео је до општег страха од револуције. Страх се погоршао када је Ларго Кабаљеро, кога Правда назива „шпанским Лењином“, објавио да је земља на прагу револуције.

### Рано избијање насиља
Након избијања пуног грађанског рата дошло је до експлозије злочина у националистичкој и републиканској зони.
Највеће антиклерикално крвопролиће било је на почетку грађанског рата када су велика подручја земље пала под контролу локалних лојалиста и милиција. Велики део терора састојао се од освете надређенима и свештенству, јер су изгубили моћну позицију у социјалној револуцији, и кретању ка екстремизму који се десио у првим месецима грађанског рата. Према историчару Антонију Бивору, „на републичкој територији најгоре насиље је углавном била изненадна и брзо потрошена реакција потиснутог страха, појачана жељом за осветом “, за разлику од „немилосрдног чишћења ’црвених и атеиста’ у националистичких територија“. Након пуча, преосталих дана у јулу убијен је 861 свештеник и верник, од којих 95 25. јула, на празник Светог Јакова, заштитника Шпаније. У августу је страдало још 2.077 свештеника. После само два месеца грађанског рата, убијено је 3.400 свештеника, монаха и монахиња. Истог дана смртоносне повреде Буенавентуре Дурутија 52 затвореника су погубили анархистички милиционери као одмазду. Према недавним истраживањима, неки од републиканских одреда смрти били су доста попуњени припадницима тајне полиције Совјетског Савеза, НКВД-а. Према аутору Доналду Рејфилду, „Стаљин, Јежов и Берија нису веровали совјетским учесницима у шпанском рату. Војни саветници попут Владимира Антонова-Овсеенка, новинари попут Колцова били су отворени за заразу јересима, посебно Троцким, која је преовладавала међу присталицама Републике. НКВД агенти послати у Шпанију стога су били жељнији отмице и убијања антистаљиниста међу републиканским вођама и командантима интернационалних бригада него у борби против Франциска Франка. Пораз Републике, у Стаљиновим очима, није био узрокован диверзантским напорима НКВД-а, већ издајом јеретика“. Најпознатији члан лојалистичких одреда за убиство био је Ерих Милке, будући шеф источнонемачког Штазија.
Према Пејну, „Током првих месеци борби већина смртних случајева није дошла од борбе на бојном пољу, већ од политичких погубљења у позадини — 'црвених' и 'белих' терора. Терор се састојао од полуорганизованих акција које су починиле скоро све левичарске групе, баскијски националисти, углавном католици, али и даље углавном придружени републиканцима, што је изузетак“. Пејн такође тврди да су за разлику од репресије деснице, која је „била концентрисана против најопаснијих опозиционих елемената“, републикански напади су били ирационалнији, „убијајући невине људе и пуштајући неке од опаснијих на слободу. Штавише, једна од главних мета црвеног терора било је свештенство, од којих већина није била ангажована у отвореној опозицији“ Посебно описујући Црвени терор, Пејн наводи да је он „почео убиством неких побуњеника док су покушавали да се предају након што је њихова побуна пропала у неколико кључних градова. Одатле се проширила на масовна хапшења, а понекад и масовна погубљења , земљопоседника и индустријалаца, људи повезаних са десничарским групама или Католичком црквом“.

### Гробље мученика Паракуелос у Мадриду
Црвени терор „није био незадрживо изливање мржње човека са улице према својим „угњетавачима“, већ полуорганизована активност коју су спроводили делови скоро свих левичарских група“.
Насупрот томе, историчари као што су Хелен Грахам, Паул Престон, Антони Бевор, Габриел Џексон, Хугх Томас и Јан Гибсон су изјавили да су масовна погубљења иза националистичких линија била организоване и одобрене од стране националистичких власти, а егзекуције иза републиканских линија биле су резултат слома републиканске државе и анархије. Са тим се слажу и Франциско Парталоа, тужилац Вишег суда правде у Мадриду (Трибунал Супремо де Мадрид) и пријатељ Кеипа де Љана, који је посматрао репресију у обе зоне.
Џулиус Руиз тврди да су убиства републиканаца делимично укорењена у политичкој култури левице:
Ови антифашисти су деловали под претпоставком да је терор саставни део антифашистичких ратних напора. Страх од дехуманизоване и убиствене „пете колоне“ био је укорењен у искључујућој политичкој култури левице. Након проглашења Друге републике 14. априла 1931., социјалисти и буржоаски републиканци левог центра помешали су нову демократију са хетерогеном политичком коалицијом која ју је створила након одласка краља Алфонса.  Будућност Републике почивала је на томе да је десница трајно искључен из власти. Победа десног центра на изборима у новембру 1933., неуспела побуна предвођена социјалистима у октобру 1934. и њена каснија репресија промовисали су заједнички антифашистички дискурс.